# 금전신탁
금전신탁(金錢信託)은 수탁자가 금전을 신탁재산으로 예탁받아 은행에 의해 이루어지는 업무의 일종이다. 그 내용은 고객으로부터 금전을 신탁 재산으로 예입, 사업 회사에 대출하거나 사채를 매입함으로써 운용 이익을 올려 일정 기간 후에는 금전으로 원금 및 수익을 수익자에게 넘긴다는 내용으로 되어 있다. 금전투자신탁에는 특정 금전신탁(예입한 금전의 운용을 고객이 구체적으로 자세히 정하는 것)과 지정 금전신탁(운용방법을 대강 정하는 것)이 있다.

## 운용
금전신탁의 운용방법은 특정한 특정(特定) 금전신탁과 특정하지 않은 불특정(不特定)금전신탁으로 대별되는데, 불특정금전신탁은 다시 배당금 지급방법, 추가원본(追加元本)의 불입방법, 신탁목적 등에 따라 갑종(甲種) 불특정금전신탁(원본의 추가 및 신탁기간 동안 배당금을 元加하는 것), 을종(乙種) 불특정금전신탁 (원본의 추가가 없고, 배당금을 정기적으로 지급하는 것), 자유적립식(自由積立式) 금전신탁(원본의 추가금액 및 추가기일에 제한이 없는 것), 월지급식(월지급식) 금전신탁(배당금을 매월 지급하는 것), 적립식 목적신탁(積立式目的信託：일정 목적이 달성되면 신탁기간이 만료되는 것으로 매월 일정기일에 일정액을 적립하는 것), 행운의 신탁(福金이 지급되는 것), 단위운용신탁(單位運用信託：일정기간에 모집한 신탁자금을 하나의 단위기금으로 하여 운용하는 것), 개발신탁(開發信託：단위운용신탁과 유사하나 운용대상이 경제개발사업에 관련되는 특정업종에 제한되어 있는 것), 연금신탁(年金信託：年金數理가 적용되고 연금이 지급되는 것으로 개인연금신탁과 기업연금신탁이 있다), 보험부 금전신탁(보험회사의 보험과 연결되어 보험금이 지급되는 것), 유언신탁(遺言信託：유언에 따라 운용되는 금전신탁) 등 여러 가지 형태의 금전신탁이 있다.
금전신탁은 한국 국민의 재산소유 형태가 금전 위주이므로 신탁업에 있어서도 그 주종(主宗)을 이루고 있는데 차차 국민소득의 향상과 재산소유 형태의 다양화에 따라 금전 이외의 기타 재산의 신탁이 상대적으로 증가하는 경향에 있다.
금전신탁과 예금은 법상 여러 가지 차이가 있으며, 수탁면에서는 예금의 기간제한이 2년 6개월 미만이고 예입금액에 제한이 없으며, 운용방법 등 특약을 할 수 없는데 비하여 금전신탁은 계약기간이 3년 이상, 수탁금액은 1,000원 이상으로 제한되어 있고 운용목적·배당금 지급방법 등을 특약할 수 있다는 특색이 있다.

## 금외신탁
금전신탁이 금전의 형태로 수탁하고 금전으로 원본 및 배당금을 지급하는 것과는 달리, 수탁시 금전으로 수탁하나 신탁 해약시에는 금전 이외의 재산형태(예：주택·동산·유가증권 등)로 수익케 하는 것이다.  현재까지 서울신탁은행에서는 금외신탁제도로서 주택건설신탁(내집마련신탁·새마을신탁·새집분양신탁 등이 있다), 지주신탁(持株信託), 일반투자금신탁 등 신탁제도가 정비되어 있다.  증권투자신탁도 이 유형에 속하는 신탁제도이나 특별법에 따라 운영되는 것이고 2중신탁(二重信託)의 성격 등 특수한 업무분야이므로 이를 별도로 구분하고 있다.